# Дёминская (Московская область)
Дёминская — деревня в муниципальном округе Егорьевск Московской области России.

## География
Деревня Дёминская расположена в северо-восточной части муниципального округа Егорьевск, в 9 километрах к востоку от города Егорьевск. Около деревни находится затон образованный на пересечении реки Любловки и Цны. Высота над уровнем моря 128 метров.

## Название
В письменных источниках деревня упоминается как Епифанова (1554 год), позже Дёминская (1577 год)..
Название, вероятно, по имени жителя деревни Сергейки Дёмина, упоминаемого в писцовой книге в 1554 году.

## История
До отмены крепостного права в России жители деревни относились к разряду государственных крестьян. После 1861 года деревня вошла в состав Поминовской волости Егорьевского уезда. Приход находился в селе Ново-Егорьевское.
В 1926 году деревня входила в Власовский сельсовет Поминовской волости Егорьевского уезда.
До 1994 года Дёминская входила в состав Клеменовского сельсовета Егорьевского района, в 1994—2004 годы — Клеменовского сельского округа, а в 1994—2006 годы — Саввинского сельского округа.
До 2015 года входила в состав сельского поселения Саввинское.
В 2015 году вошла в состав городского округа Егорьевск, образованного в том же году путем упразднения Егорьевского района и объединения всех его поселений в единый городской округ.

## Демография
В 1885 году в деревне проживало 103 человека, в 1905 году — 133 человека (64 мужчины, 69 женщин), в 1926 году — 79 человек (33 мужчины, 46 женщин). По переписи 2002 года — 11 человек (6 мужчин, 5 женщин). Население — 7 человек (2010).
| 1859 | 1868 | 1885 | 1905 | 1926 | 2002 | 2006 |
| ---- | ---- | ---- | ---- | ---- | ---- | ---- |
| 84   | ↘82  | ↗103 | ↗133 | ↘79  | ↘11  | →11  |
| 2010 |      |      |      |      |      |      |
| ↘7   |      |      |      |      |      |      |